# Bradysaurus
A Bradysaurus a hüllők (Reptilia) osztályának a Procolophonomorpha rendjébe, ezen belül a Pareiasauridae családjába és a Bradysaurinae alcsaládjába tartozó egyetlen nem.

## Tudnivalók
A Bradysaurus egy nagy 2,5-3 méter hosszú, korai és közönséges pareiasauridae állat volt. Maradványait a gazdag Tapinocephalus rétegben találták meg. A lelőhely a dél-afrikai Karoo-medencéhez tartozik. A bradysaurusok a hatalmas dinocephaliákkal együtt, mintegy 265-260 millió évvel ezelőtt, alkották a középső perm növényevő megafaunáját. Lehet, hogy az állatok lassúak, ügyetlenek és ártalmatlanok voltak, ezért testüket páncélzat borította, hogy védve legyenek a Gorgonopsidae család tagjaival szemben.
A Bradysaurus az egyetlen neme a Bradysaurinae alcsaládnak. A Bradysaurus a legősibb tagja a pareiasauridoknak, és tekinthető a többiek ősének. Hatalmas méretei azt mutatják, hogy már a korai állatok e családból elérték a megfelelő méretet. A későbbi Scutosaurus sem volt sokkal nagyobb nála. A hatalmas méret előnyei: védelem a ragadozókkal szemben és a jobb testhőmérséklet-szabályozás. A nagyobb hüllők könnyebben szabályozzák a testhőmérsékletüket, mint a kisebb fajok.

## Megjelenése
Az állat koponyája nagy, körülbelül 42-48 centiméter hosszú, széles és elöl kerekített volt. Felülete dudoros, durva kinézetű volt; a csontok összeilleszkedése alig látszik. Az oldalsó metszőfogainak kevés éle van, ez a tulajdonság az ősi alakjára utal.
A Bradysaurus lábai rövidek és szélesek voltak. Az ujjcsontok száma a mellső lábakon: 2, 3, 3, 3, 2, a hátsó lábakon: 2, 3, 3, 4, 3. Az egész testet bőrből kiálló csontos lemezek borították, de ezek nem voltak olyan vastagok és nehezek, mint a későbbi fajoknál.

## Ismert fajai
Oskar Kuhn 1969-ben 9 fajt helyezett ebbe a nembe, de ez a szám eltúlzott. Boonstra csak ebben az évben 4 fajt állapított meg, a fogak felépítésének tanulmányozása következtében. Ezekből Kuhn két fajt az Embrithosaurus nembe helyezett át.
A következő nemek a Bradysaurus szinonimái: Bradysuchus, Brachypareia, Koalemasaurus és Platyoropha.
A nem két megmaradt faja:
- Bradysaurus baini Seeley, 1892 - típusfaj
- Bradysaurus seeleyi Haughton & Boonstra, 1929

## Képek

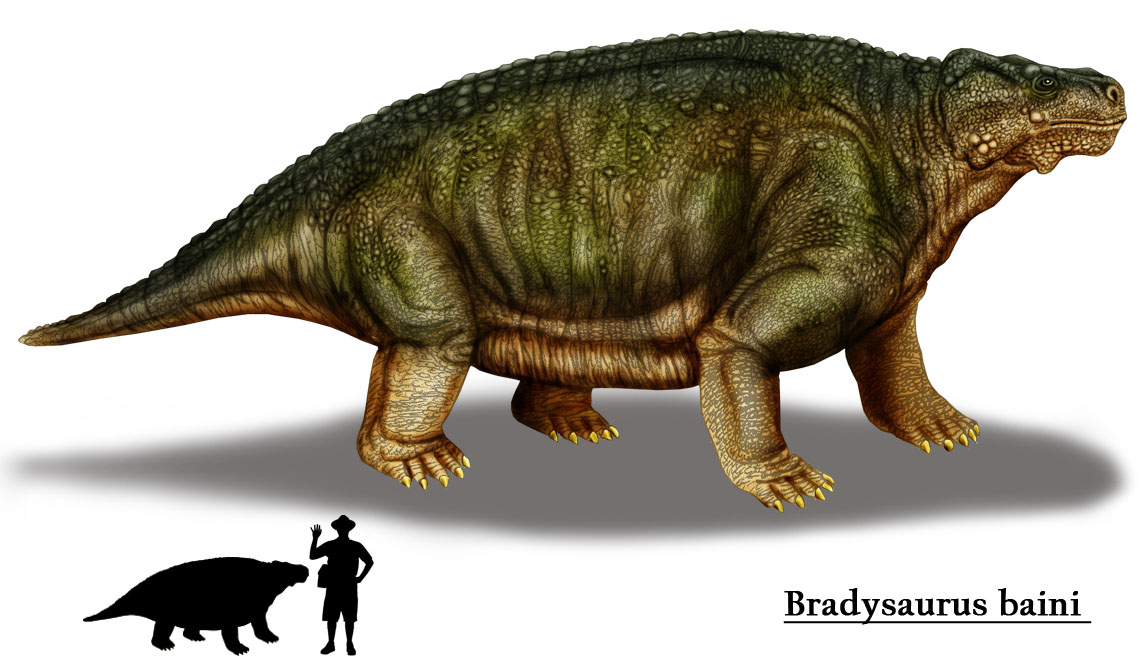
A B. baini és a
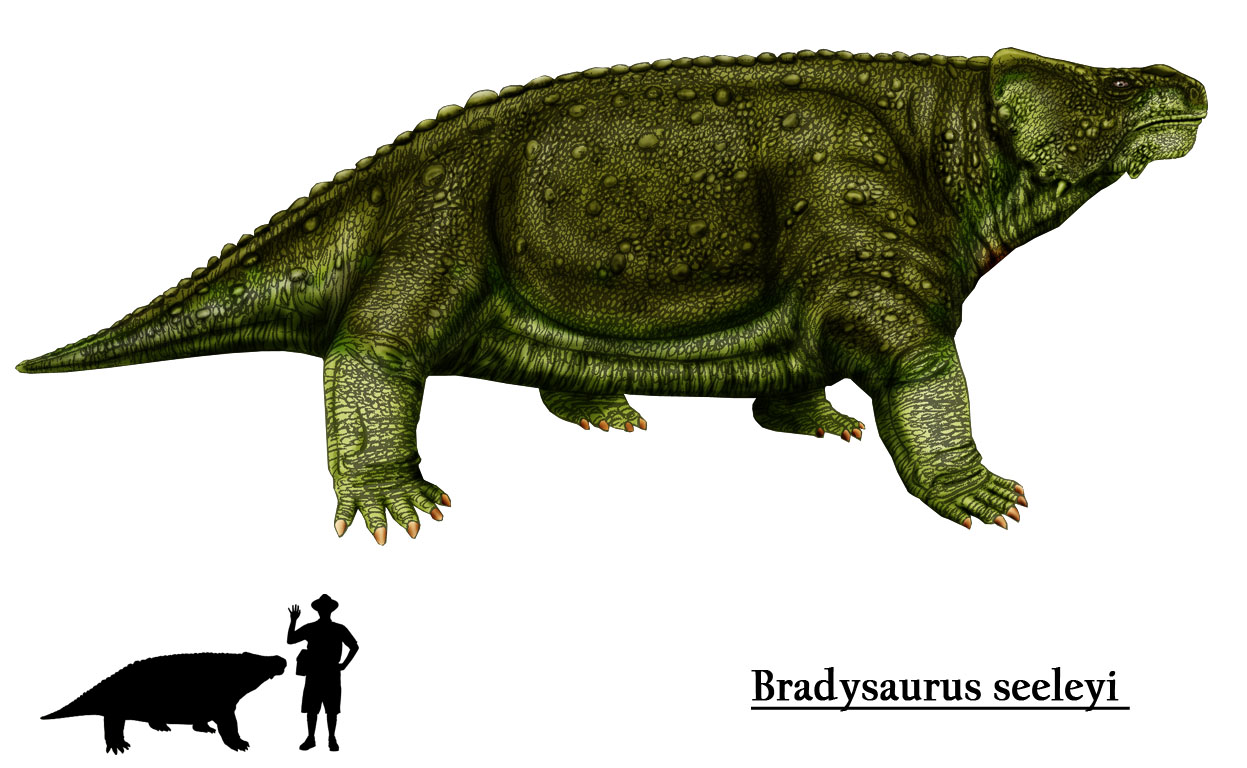
B. seeleyi méreteinek összehasonlítása az emberhez viszonyítva
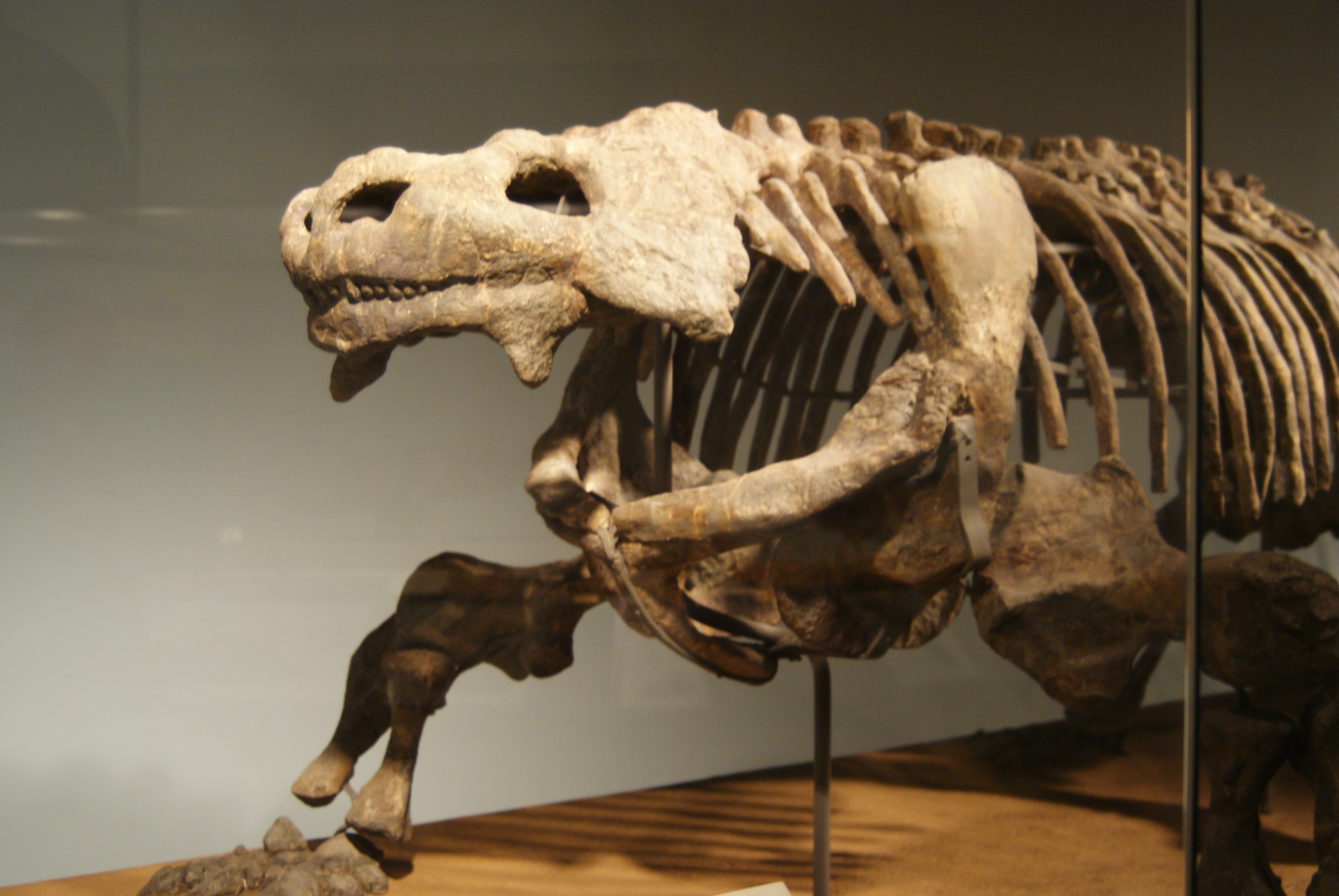
Csontvázak
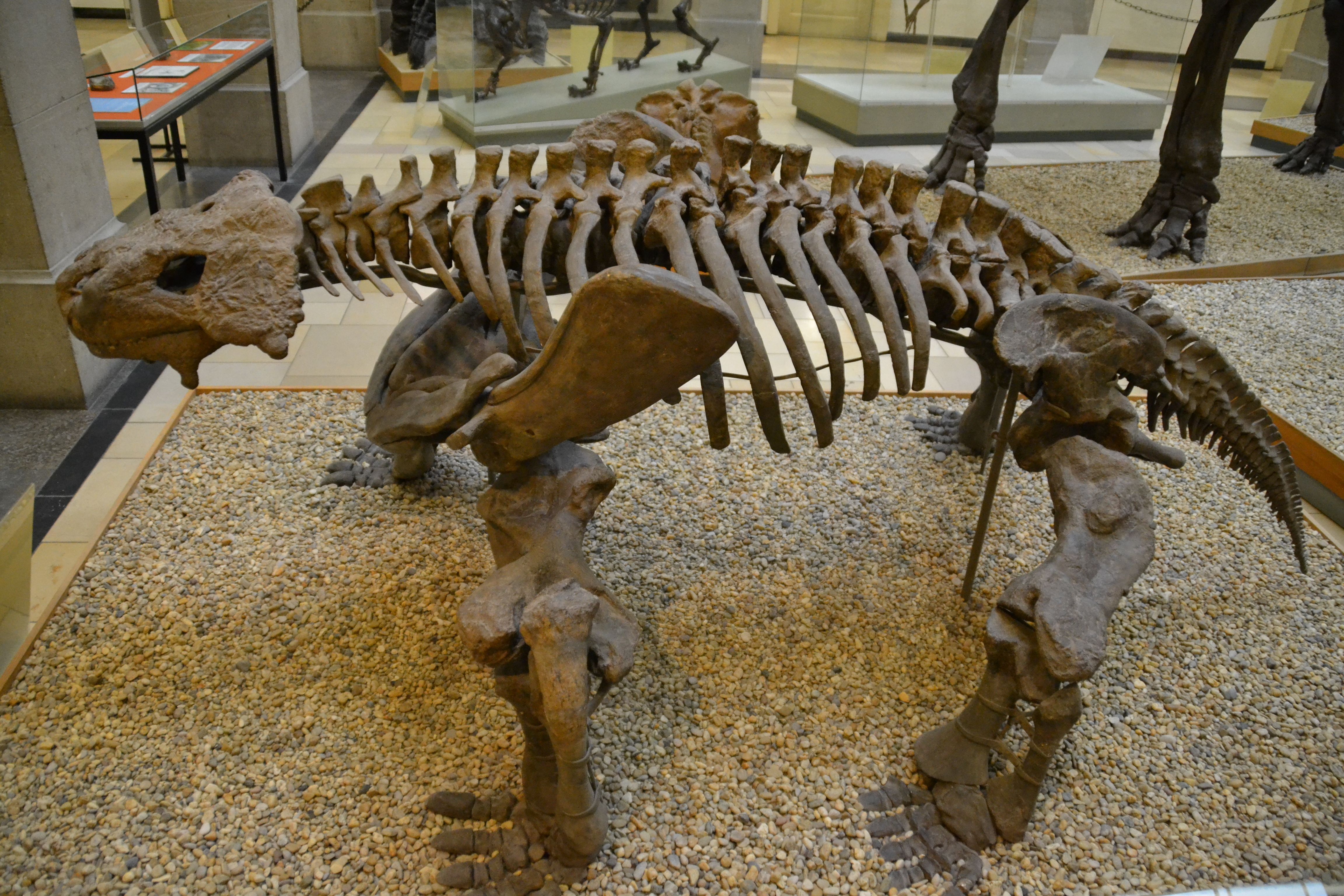
különböző múzeumokban